# La Esmeralda (Venezuela)
Pour les articles homonymes, voir Esmeralda.
La Esmeralda est le chef-lieu de la municipalité d'Alto Orinoco dans l'État d'Amazonas au Venezuela.

## Géographie

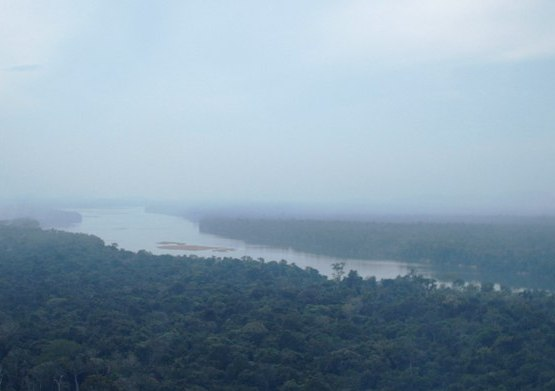
L'Orénoque traversant La Esmeralda.

La localité est située au bord du fleuve Orénoque.

## Économie

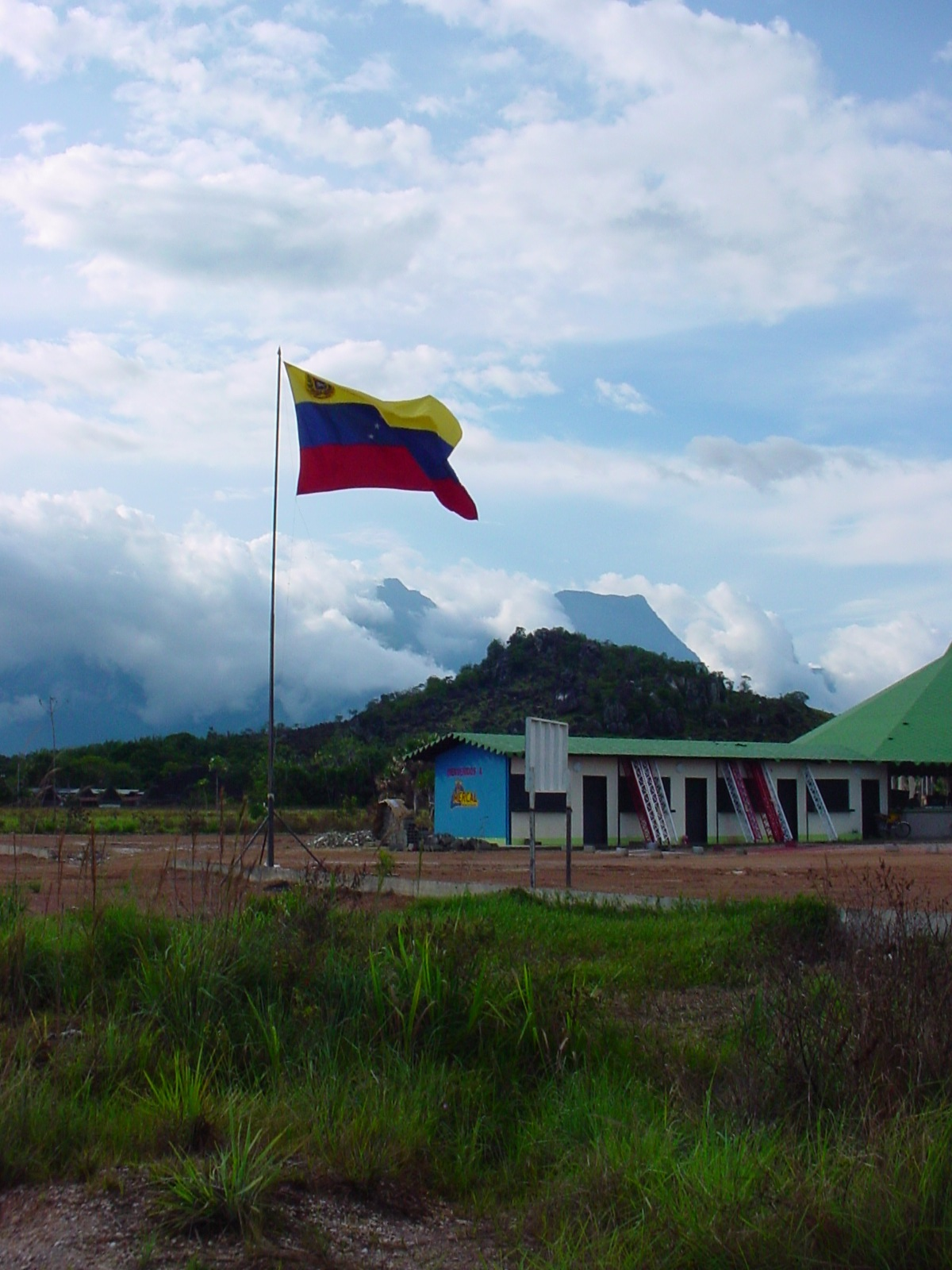
Le marché